# 陳偉豪
陳偉豪（英語：Chan Wai Ho，1982年4月24日—），生於香港，是一名已退役的香港足球運動員，球員時代司職後衞，前香港足球代表隊隊長，並以65場國際A級賽上陣紀錄完成其香港代表隊生涯，期間獲香港足球代表隊主教練金判坤評價為達到亞洲頂級水準，其香港代表隊長達17年的國際賽生涯於以0–0賽和約旦的友賽正式結束，他的15號球衣是為紀念於2003年因車禍不幸逝世的前流浪隊友張耀麟。

## 球會生涯
陳偉豪生於香港，從小接受青訓計劃加入體院足球部，直到1998年體院足球部解散後，他與體院隊友跟隨黎新祥教練加盟甲組球會流浪。但由於當時流浪以青春班角逐聯賽令隊內年青球員競爭太大，當年16歲的陳偉豪就算在青年聯賽或預備組賽事好多時都只是後備，幸好經過流浪的一季磨練後，陳偉豪在第二年就得到二合班主陳亮賞識，簽下四年職業球員合約。很幸運地，二合是間願意投資卻不太計較成績回報的球會，所以青年球員在這裏都得到大量實戰機會。
直到2001年，由於二合宣布退出甲組，陳偉豪選擇重返母會流浪。期間，在2004年3月流浪作客對南城地產的甲組聯賽賽事，因客隊流浪球員整場不斷被對方的球員粗暴攔截及侵犯，結果令到陳偉豪與其餘5名流浪球員參與集體打鬥事件，因此被重罰停賽12場，令其足球生涯蒙上污點，事後他亦被流浪罰款兩月薪酬。
2007年4月19日，陳偉豪以破香港球員最高轉會費紀錄的40萬港元由流浪轉會南華，為他帶來球員生涯的首個高峰，而陳偉豪所穿上的15號球衣是為紀念於2003年因車禍不幸逝世的前流浪隊友張耀麟。在2007年4月21日，亦即是陳偉豪正式註冊南華的後兩天，他就首次代表南華上陣，協助球隊在足總盃首圈以3–0擊敗和富大埔晉級，賽後南華班主羅傑承更稱讚陳偉豪是本地華人最佳中堅，認為40萬港元轉會費是物有所值。最終南華在足總盃決賽以3–1擊敗愉園封王，陳偉豪亦取得個人首個本地錦標。2009/10球季完結後，陳偉豪與南華約滿後沒有選擇續約，重返四海流浪，期間更於香港置業西貢匡湖居分行兼職地產經紀從事地產代理。
直到在2010年12月月中，陳偉豪獲得中國甲組聯賽球會廣東日之泉垂青，惟廣東日之泉教練曹陽於2011年1月1日省港盃首回合賽後透露，由於陳偉豪決定重返南華令球會決定放棄斟介。2011年1月6日，南華足主羅傑承宣布陳偉豪已經與四海流浪解約，並重返球隊簽約一年半至2013年5月，2013年1月，陳偉豪獲中國超級足球聯賽球會青島中能垂青，並且獲得南華放行，惟最後因為合約的細節（全年上陣85%才能得到全份薪金）及時間緊逼而未成事。2013年6月，陳偉豪再次獲得中超球會上海申鑫垂青，在與他聯繫第二日即向其致函同意書以及列明合約條件，並且代為安排機票，預定合約為期1年半，惟最終適逢上海申鑫領導層人員變動而放棄對他繼續斟介。最終與以近6萬港元月薪挽留他的南華續約兩年。
2016年9月15日，南華於亞協盃8強首回合主場迎戰柔佛DT，可是在賽事尾段，柔佛門將疑似為拖延時間而扮傷倒地，但南華球員梁冠聰卻選擇繼續組織攻勢，因而引起柔佛外援迪亞斯對於梁冠聰沒有暫緩賽事感到不滿，引起雙方球員圍攏理論，期間陳偉豪與對方球員互相有動作，混亂間向迪亞斯叉頸，結果事件在球證介入後亦告平息，梁冠聰與迪亞斯雙雙被黃牌警告。9月19日，南華於次回合作客柔佛的前夕，有柔佛球迷組織在網絡上載一張宣傳海報揚言次回合要「Send 15 To Hell（送15號落地獄）」，矛頭直指陳偉豪在首回合的叉頸動作。事後，亦有香港球迷以陳偉豪2004年的「南城地產衝突事件」還擊，認為這位他早已見慣大場面，而南華則在社交專頁反擊，揚言「同舟人誓相隨，無畏更無懼」，更有球迷亦改圖回敬柔佛DT將綽號老虎的柔佛改成小貓收服。同日，陳偉豪得悉事件後卻笑言：「整得幾靚。海報設計得不錯，但顏色稍為有點暗。」而南華就海報事件即場向賽事監場投訴。
2017年6月，南華宣佈經重新檢視球隊近年發展後，決定來屆退出港超聯，轉戰甲組培育青年球員，而前後效力10年的南華隊長陳偉豪更表示若球隊需要他，他願意降落甲組作賽，最終南華與陳偉豪解除來季合約。不過由於陳偉豪是與已離任的前任南華足主張廣勇簽訂球員合約，而不是屬會南華會，當張廣勇離任足主一職後已向南華會表明自己與南華已經再沒有任何關係，由他代表南華會與球員簽下的合約交回南華會與球員解決，惟南華會堅持只會按僱員條例，向仍有合約的球員賠償一個月薪酬作為解約條件。
事後，與南華有合約的陳偉豪連同部份南華本地及外援球員則表明不能接受會方所開出的條件，指會方拒絕按合約作出賠償，既要符合程序先跟南華解決合約問題，才去接觸其他球會，又得不到應有賠賞，並已向香港足球總會求助及透過律師向南華會作出追討。最終，陳偉豪與南華會解決合約問題後，正式加盟新成立的港超聯球會夢想FC，並委任為隊長，相隔15年再與老朋友黃耀富做隊友。在2017年9月16日對陽光元朗的第三場聯賽，陳偉豪即靠角球攻勢取得加盟後的首個入球，最終協助夢想FC取得球會歷史上首場勝仗以3–1勝出，其他於12月31日對理文的足總盃首圈，與隊友黃耀富繼2003年奧運外圍賽對斯里蘭卡後再同場作賽，可是結果夢想以1–3落敗。
2019年9月，陳偉豪加盟港超聯球隊香港飛馬，與主帥文彼得、陳肇麒、張春暉這三名昔日南華奪冠戰友再次同隊。
2020年7月14日，陳偉豪宣布結束21年的職業球員生涯。

## 國際賽生涯

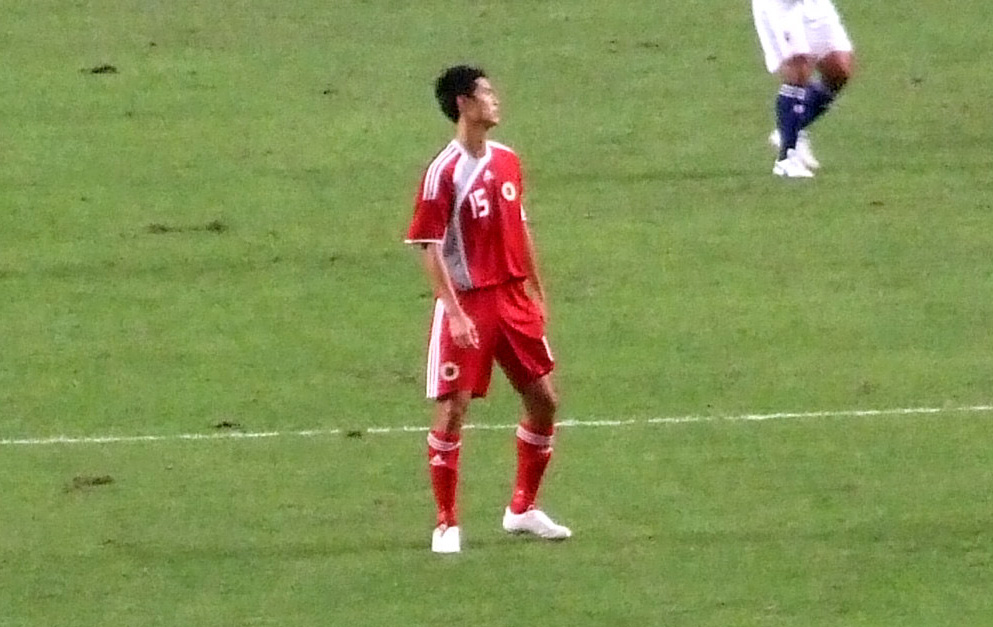
2009年，陳偉豪參加在香港舉行的東亞運動會足球比賽。」

陳偉豪15歲開始已經與中堅拍擋李志豪並肩作戰，一同角逐亞少盃外圍賽。在2000年參與全國運動會期間，陳偉豪因與隊友閒時玩飛行棋時涉及金錢交易，所以他與李志豪自願被領隊李輝立從上海驅逐回港，更被球會問責。其後他於2000年以18歲之齡與李志豪首次獲荷蘭籍教練利沙雲徵召入選香港足球代表隊。
2000年11月12日，陳偉豪在以1–1賽和阿聯酋的撤哈拉盃首次代表香港隊上陣國際賽事，其後在2001年對羅馬尼亞和約旦的千禧盃都有上陣，更在2005年代表香港取得首個國際賽生涯入球。
2009年，陳偉豪代表香港奧運代表隊參加在香港舉行的東亞運動會足球比賽，並於分組賽對韓國及凖決賽對朝鮮時取得入球，協助香港打入決賽。12月12日，陳偉豪在東亞運決賽對日本時在互射十二碼階段射入一球，協助香港總比數以5–3勝出兼歷史性首次贏得大型運動會足球金牌，視為香港東亞運動會足球比賽金牌功臣之一。
2010年東亞足球錦標賽決賽週，陳偉豪獲委任為隊長。在2010年亞運會分組賽中，陳偉豪攻入一球，協助香港以1–0擊敗烏茲別克出線16強。2012年12月7日的東亞盃外圍賽第二圈中，陳偉豪取得入球協助香港以2–0擊敗中華台北。2013年3月22日，陳偉豪於香港對越南的亞洲盃外圍賽中在87分鐘接應罰球頂入並以1–0擊敗勝出，賽後於訪問中獲香港足球代表隊主教練金判坤評價為達到亞洲頂級水準。
2015年9月3日，香港於深圳寶安體育中心作客中國國家隊的2018年世界盃亞洲區外圍賽，在開賽4分鐘，陳偉豪便因一次解圍拉傷大腿需由後補中堅基藍馬入替，最終香港以0–0逼和世界排名高67位的中國，而陳偉豪在整個世界盃外圍賽中持續因不同傷患沒有入選香港隊名單。2016年10月3日，香港隊教練金判坤認為在有比較多年輕的入籍中堅下，陳偉豪的年齡要競爭是有困難，而香港足總正研究將來以如何一個最漂亮及合適的方式讓偉豪告別。
2017年5月29日，香港足球代表隊公布6月7日主場友賽約旦及6月13日主場亞洲盃外圍賽最後一圈對北韓的23人決選名單，香港足總為了希望答謝陳偉豪的貢獻，特別舉行「#Thanks WaiHo15」活動讓他以「榮譽球員」身份補選入香港隊大軍名單，於6月7日香港隊在旺角大球場與約旦的友賽成為他的告別戰。2017年6月7日，香港在主場旺角大球場的國際友誼賽迎戰約旦，在賽事的15分鐘，全場球迷為身穿15號球衣的陳偉豪鼓掌致意，而告別戰主角陳偉豪亦於下半場72分鐘後備入替羅拔圖，並由副隊長葉鴻輝替其戴上隊長臂章，雖然觸球機會不多，但每次都得到球迷掌聲，最終帶領香港主場以0–0守和世界排名高39位的西亞球隊約旦。賽後，陳偉豪獲香港隊教練金判坤及其長子獻花和頒發印有陳偉豪各項數據的紀念牌，以65場國際A級賽上陣紀錄正式終結其長達17年的香港代表隊生涯。

## 國際賽紀錄
陳偉豪自2000年起已穿起香港隊球衣出戰過大大小小的賽事，而這17年來代表隊生涯也創下不少紀錄，他連同大港腳參加A級及非A級賽與及香港U23代表隊共102次穿上香港隊球衣出賽，在歷年A級國際賽事中累積了5262分鐘上陣紀錄，當中共取得了7面黃牌但從未被逐離場，其中於65埸A級國際賽中有60次為正選上陣有26次出任香港隊隊長，於2010年東亞足球錦標賽決賽週對日本時首次帶上香港隊隊長臂章，當中於A級國際賽事中共對戰過27個不同的國家其中共作客去過15個國家作賽，陳偉豪歷年共27次於主場代表香港隊出戰國際A級賽，於65埸香港隊A級國際賽事中勝仗及敗仗剛剛都是各佔24埸，其餘17埸與對手賽和，歷年共8次對中華台北為對賽最多的對手，生涯共取得6個A級國際賽入球當中首5球都與台灣有關，首個國際賽入球於台灣主辦的2005東亞足球錦標賽預賽大勝關島15–0時取得，其後再由台灣主辦的2010東亞足球錦標賽預賽對中華台北及關島各建一功，國際賽第4球也在台灣舉行的第2屆龍騰盃對中華台北時取得，到2012年在香港舉行的東亞足球錦標賽預賽對中華台北首次在主場建功取得第5個國際賽入球，而第6球個入球就是2013年在亞洲盃外圍賽對越南時取得。
陳偉豪共17次代表香港隊參加非國際A級賽賽事，包括10埸省港盃另外還有對國際勁旅利物浦、曼聯及皇家馬德里的表演賽等，他共21次代表香港U23出賽並取得3個入球，包括2004奧運外圍賽3埸，2002、2006及2010共三屆亞運會合共出賽9場入1球，另外東亞運動會曾出席兩屆，除了2005澳門東亞運動會之外2009年香港主辦的那一屆賽事亦代表香港歷史性奪得大型綜合性運動會金牌。陳偉豪分別著過4個不同球衣號碼代表香港隊出賽，首兩埸國際賽分别作客阿聯酋的友誼賽及對約旦的撤哈拉盃都是穿13號球衣，其後2003東亞足球錦標賽預賽、2004亞洲盃外圍預賽及對新加坡的友賽改穿4號球衣，而自2003年尾起至今一直都穿著標誌性的15號球衣，除了2011年於台灣舉行的第2屆龍騰盃改穿了5號。陳偉豪曾出席過最近4屆（2006、2010、2014、2018）世界盃外圍賽，亦是歷年唯一一位曾出席5屆亞洲盃外圍賽的香港隊球員，早於2003年已代表香港參加2004亞洲盃外圍賽上陣3埸，其後的2008、2011、2015三屆外圍賽賽事也有出席，而於2015年舉行的2018世界盃外圍賽作客中國那開賽5分鐘的上陣時間足以令陳偉豪成為史上第一人。歷年陳偉豪曾參與過5屆東亞足球錦標賽，其中他出席過2003、2005、2008、2010及2013年共5屆預賽賽事，當中2003及2010年兩屆更助香港隊打入決賽週。陳偉豪共參加過8屆省港盃（第25、26、28、30、31、33、34及35屆），當中有兩屆（第25及30屆）是以港聯代表參賽並5次奪得冠軍。

## 個人生活
陳偉豪平易近人兼為人友善，母親是馬來西亞華僑，他已婚育有兩名兒子大仔叫景堯而細仔叫星霖，於其14、15歲時最崇拜的兩名香港足球運動員分別為朱兆基和李思明，他認為兩位當時均為最有前途及最有天份的年青球員，陳偉豪所穿的15號球衣是為紀念於2003年因車禍不幸逝世的前流浪隊友張耀麟，他指出這是一個紀念張耀麟的方式，希望多年後被問起為何穿15號仍可以提起張耀麟這個人。
陳偉豪於2007年考獲香港足球總會D級教練牌，他對於成為職業球隊教練的興趣不大，所以D級教練牌可以指導小朋友已足夠。他退役後於地產代理界發展。

## 演藝事業
2004年，娛樂圈名人兼流浪足球會主任Ba叔，覺得陳偉豪有在娛樂圈發展的潛質，決定以十萬元片酬邀請陳偉豪客串他有份投資的電影我要做Model，陳偉豪憑此機會進軍娛樂圈。
陳偉豪一家四口於2017年8月獲宜家家居邀拍攝家居用品電視廣告。
陳偉豪為人口才了得，近年更嘗試在Now Sports和無綫電視擔任客席英超、韓職等評述員。

## 榮譽
南華
- 香港甲組足球聯賽冠軍（2007–08、2008–09、2009–10、2012–13季度）
- 香港聯賽盃冠軍（2007–08季度）
- 香港高級組銀牌冠軍（2009–10、2013–14季度）
- 香港足總盃冠軍（2007–08、2010–11季度）
- 香港社區盃冠軍（2014、2015年）

香港足球代表隊
- 東亞足球錦標賽初賽冠軍（2003年）
- 東亞足球錦標賽殿軍（2003年）
- 龍騰盃冠軍（2010、2011年）
- 省港盃冠軍（2004、2008、2009、2013年）

香港足球代表隊U23
- 東亞運動會足球項目金牌（2009年）
- 香港傑出運動員選舉 香港最佳運動隊伍（2009年）

香港聯賽選手隊
- 香港賀歲盃冠軍（2008年）

個人
- 香港足球明星選舉 最佳11人（2006–07、2009–10、2012–13、2014–15季度）
- 香港足球明星選舉 最受球迷喜愛球星（2012–13季度）

## 演出作品

### 電影
- 2004年：我要做Model 飾 模特兒

## 外部連結
- 香港足總網頁球員註冊資料 （页面存档备份，存于）
- 南華官方網誌:歡迎陳偉豪加盟南華 （页面存档备份，存于）
- 陳偉豪在香港影庫上的簡介